# The Slaves
The Slaves är ett svenskt indiepopband bestående av bröderna Robin och Nino Keller, bildat runt år 2004. Robin är egentligen skådespelare och Nino är trummis i Caesars men den 26 april 2006 släppte duon sitt debutalbum som självständig grupp, kallat Save Me From Yesterday.